# 耶律合里只
耶律合里只（やりつ ごうりし、生没年不詳）は、遼（契丹）の政治家。字は特満。六院部夷離菫の耶律蒲古只の末裔。

## 経歴
重熙年間、西南面招討都監に累進した。皇帝の誕生日を祝う使者として北宋に赴き、白溝駅に宿泊した。北宋は宴会を開いて合里只をねぎらったが、ある俳優が蕭恵の河西での敗北をあざけった。合里只は「勝敗は兵家の常のことであります。我が嗣聖皇帝（太宗）が石重貴を捕らえ、今にいたるまで興中には石家寨があります。蕭恵の1敗がどうして比べるに足りましょうか」と言い返した。興宗はこのことを聞くと、「俳優の失言ごときで、どうして両国の友好を傷つけるべきだろうか」と言って、合里只に鞭罰200を加えて免官した。
清寧初年、懐化軍節度使として再び起用された。清寧7年（1061年）、北院大王となり、豳国公に封じられた。遼興軍節度使・東北路詳穏を歴任し、侍中を兼職した。咸雍7年（1071年）、南院大王となった。諸賓館を置いたり、西部辺境に農地を経営したりしたのは、いずれも合里只の発案であった。後に致仕して、死去した。

## 伝記資料
- 『遼史』巻86 列伝第16